# Johnny Ratón
Johnny Ratón és una pel·lícula de comèdia dramàtica de temàtica religiosa espanyola del 1969, amb missatge adoctrinador i moralitzant, dirigida per Vicente Escrivá, coautor del guió amb José María Sánchez-Silva y García-Morales. El tema de la pel·lícula era cantat per Sergio Krumbel.

## Sinopsi
Els monjos de l'orde de Sant Joan de Déu esperen l'arribada d'un nou membre de l'orde. Quan van a recollir el nou germà a l'aeroport de Sevilla descobreixen sorpresos que es tracta d'un home negre corpulent, veterà i heroi de la Segona Guerra Mundial. El nouvingut, a més, és conegut amb l'humil sobrenom de "Johnny Ratón". Gràcies al seu caràcter aviat es guanya no sols als altres germans de la fraternitat sinó també als orfes de l'hospital.

## Repartiment
- Robert Packer		...	Johnny Ratón
- Luis Dávila		...	Hermano Pablo
- George Rigaud	...	Padre Superior (as Jorge Rigaud)
- Ahui Camacho	...	Nico
- Julio Ara
- José Luis Coll	...	Hermano Lorenzo
- Esperanza Méndez		...	María
- Frank Braña	...	Bill

## Premis
Raúl Pérez Cubero va rebre el premi a la millor fotografia als Premis del Sindicat Nacional de l'Espectacle de 1969.